# Лестер, Ричард
Ричард Лестер (англ. Richard Lester; род. 19 января 1932, Филадельфия) — англо-американский кинорежиссёр и композитор.

## Биография
Родился в еврейской семье в США. Долгое время занимался эстрадной музыкой, в основном в качестве композитора. Работал на американском телевидении, пел в музыкальном ансамбле.
В 1954 году отправился на поиски успеха в Европу. В 1956 году в Англии создавал абсурдные комедийные программы (например «Идиотские шоу» с Питером Селлерсом).
Вместе с Селлерсом снял музыкальный телефильм «Бегущий, скачущий и спокойно стоящий фильм» (The Running, Jumping And Standing-Still Film, 1960). Сюжет фильма выдержан в уникальном для Лестера стиле — каждый эпизод фильма опирался на что-то яркое, будь то трюки, юмор, нестандартный ракурс или монтаж.
Но первую популярность Лестер получил после фильма «Вечер трудного дня» (A Hard Day’s Night, 1964), в котором основной сюжет строится вокруг группы «The Beatles». Четверка музыкантов представала перед зрителями опаздывая на концерт, убегая от поклонниц, выступая на самих концертах или репетициях. В 1965 году Лестер снял второй фильм с участием группы «The Beatles» «На помощь!» (Help!).
В 1970-x годах Лестер снимает фильмы «Три мушкетёра» (The Three Musketeers, 1973) и «Четыре мушкетёра: Месть миледи» (The Four Musketeers, 1973) по роману Александра Дюма «Три мушкетёра». Через 15 лет он вновь возвращается к этой теме и снимает «Возвращение мушкетёров» (The Return Of The Musketeers, 1989). Во время съёмок этого фильма произошла трагедия. Рой Киннир, игравший роль Планше, упал с лошади и на следующий день умер в больнице. Лестер закончил фильм, добавил в титры посвящение погибшему актёру и после этого навсегда покинул большое кино, мотивировав это именно его гибелью.

## Фильмография
- 1963 — «Мышь на Луне» / The Mouse on the Moon
- 1964 — «Вечер трудного дня» / A Hard Day’s Night!
- 1965 — «Сноровка... и как её приобрести» / The Knack …and How to Get It
- 1965 — «На помощь!» / Help!
- 1966 — «Забавная история, случившаяся по дороге на форум» / A Funny Thing Happened on the Way to the Forum
- 1967 — «Как я выиграл войну» / How I Won the War
- 1968 — «Петулия» / Petulia
- 1969 — «Жилая комната» /The Bed Sitting Room
- 1973 — «Три мушкетёра» / The Three Musketeers
- 1974 — «Джаггернаут» /Juggernaut
- 1974 — «Четыре мушкетёра: Месть миледи» / The Four Musketeers
- 1975 — «Королевский блеск» / Royal Flash
- 1976 — «Робин и Мэриан» / Robin and Marian
- 1976 — «Риц» /The Ritz
- 1979 — «Бутч и Сандэнс: Ранние дни» / Butch and Sundance: The Early Days
- 1979 — «Куба» /Cuba
- 1980 — «Супермен 2» / Superman II
- 1983 — «Супермен 3» / Superman III
- 1984 — «Чур, моё!» / Finders Keepers
- 1989 — «Возвращение мушкетёров» / The Return of the Musketeers
- 1991 — «Назад» / Get Back
- 2006 — «Супермен 2: Режиссёрская версия (видео)» / Superman II

## Премии и награды
| Конкурс                                      | Год  | Результат                                | Фильм                                                             |
| -------------------------------------------- | ---- | ---------------------------------------- | ----------------------------------------------------------------- |
| Фестиваль короткометражных фильмов в Алмерии | 2006 | Special Tribute Award                    |                                                                   |
| Avoriaz Fantastic Film Festival              | 1976 | Won Special Jury Award                   | The Bed Sitting Room (1969) Tied with The Final Programme (1973). |
| BAFTA                                        | 1966 | Номинация «Лучший фильм Британии»        | Сноровка... и как её приобрести (1965)                            |
| BAFTA                                        | 1966 | Победа в номинации «Лучший фильм»        | Сноровка... и как её приобрести (1965)                            |
| Берлинский кинофестиваль                     | 1969 | Приз Ghandi Award                        | The Bed Sitting Room (1969)                                       |
| Берлинский кинофестиваль                     | 1969 | Номинирован на приз «Golden Berlin Bear» | The Bed Sitting Room (1969)                                       |
| Берлинский кинофестиваль                     | 1965 | Номинирован на приз «Golden Berlin Bear» | Сноровка... и как её приобрести (1965)                            |
| Каннский кинофестиваль                       | 1965 | Золотая пальмовая ветвь                  | Сноровка... и как её приобрести (1965)                            |
| Каннский кинофестиваль                       | 1965 | Technical Grand Prize — Special Mention  | Сноровка... и как её приобрести (1965)                            |
| Evening Standard British Film Awards         | 1976 | «Лучшая Комедия»                         | Четыре мушкетёра: Месть миледи (1974)                             |
| Evening Standard British Film Awards         | 1975 | «Лучшая Комедия»                         | Три мушкетёра (1973)                                              |
| Международный кинофестиваль в Сан-Франциско  | 1959 | Won Golden Gate Award Best Fiction Short | Бегущий, скачущий и спокойно стоящий фильм (1960)                 |